# 바터르조이
바터르조이(네덜란드어: waterzooi)는 벨기에의 스튜이다. 생선이나 닭고기를 넣어 끓인 크림 스튜로, 플란데런 지역의 헨트에서 유래했다. 벨기에의 국민 음식 가운데 하나이기도 하다.

## 이름
네덜란드어 "바터르조이(waterzooi)"는 "물"을 뜻하는 "바터르(water)"와 과거에 "끓인 것"을 뜻하던 "조이(zooi)"가 결합된 말이며, "물에 끓인 것"이라는 뜻이다.

## 만들기
전통적인 생선 바터르조이에는 모오케가 사용되었으며, 그 외에도 꼬치고기, 농어, 뱀장어, 잉어 등의 민물생선이나 가자미, 넙치, 대구, 아귀 등 바다생선을 쓰기도 한다. 현대에는 닭고기로 만든 것이 더 흔하다. 생선/고기는 감자와 삶아서 뼈를 제거해 둔다. 양파, 당근, 리크, 셀러리는 버터에 볶다가 육수를 붓고 부케 가르니를 넣어 삶는다. 그릇에 휘저어 섞어 둔 크림과 달걀 노른자를 국물에 붓고, 뼈를 발라 둔 생선/고기와 감자 위에 국물과 채소를 부어 낸다.

## 같이 보기
- 크림 스튜